# Villa Oellacher

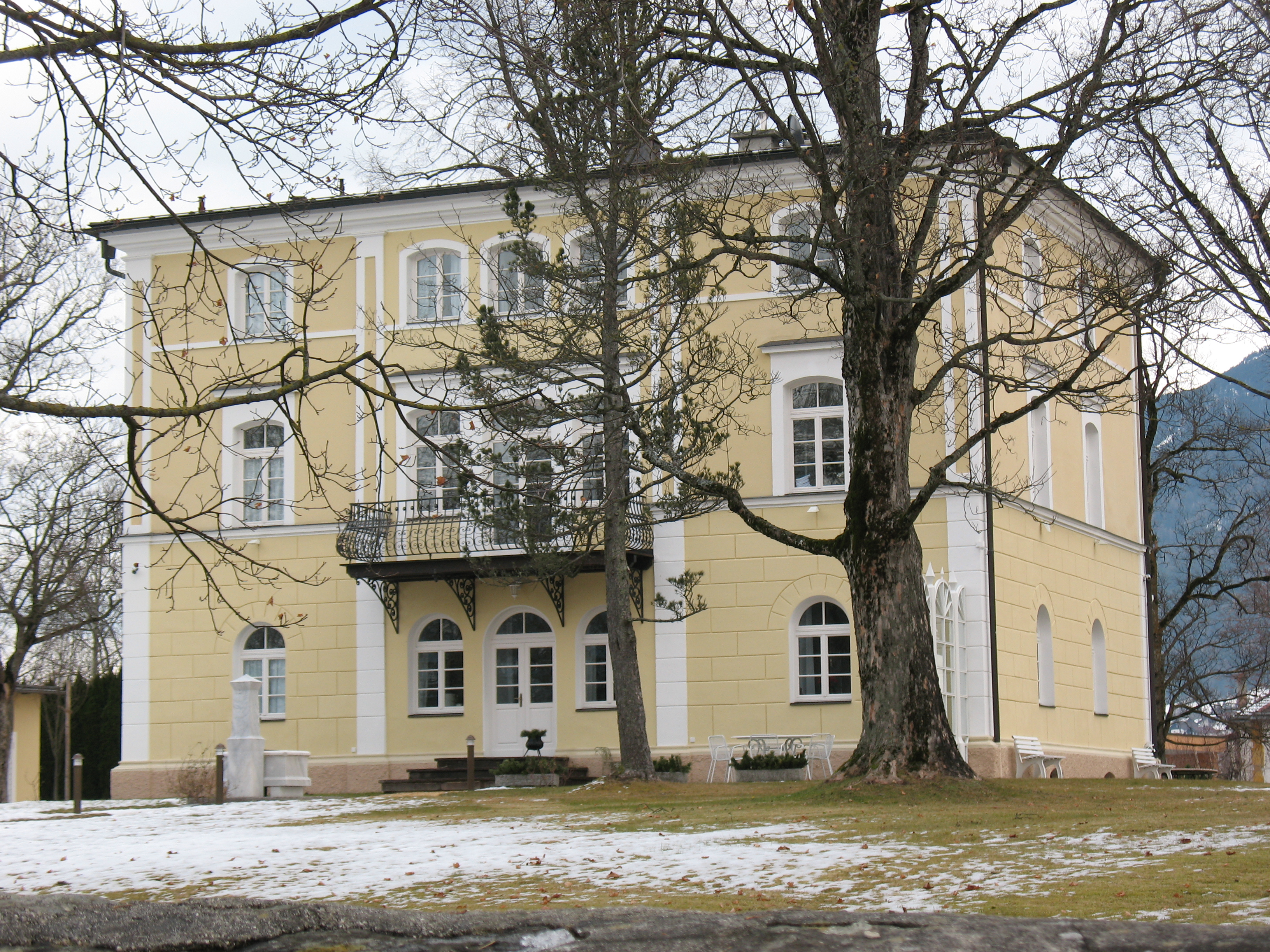
Villa Oellacher in Lans

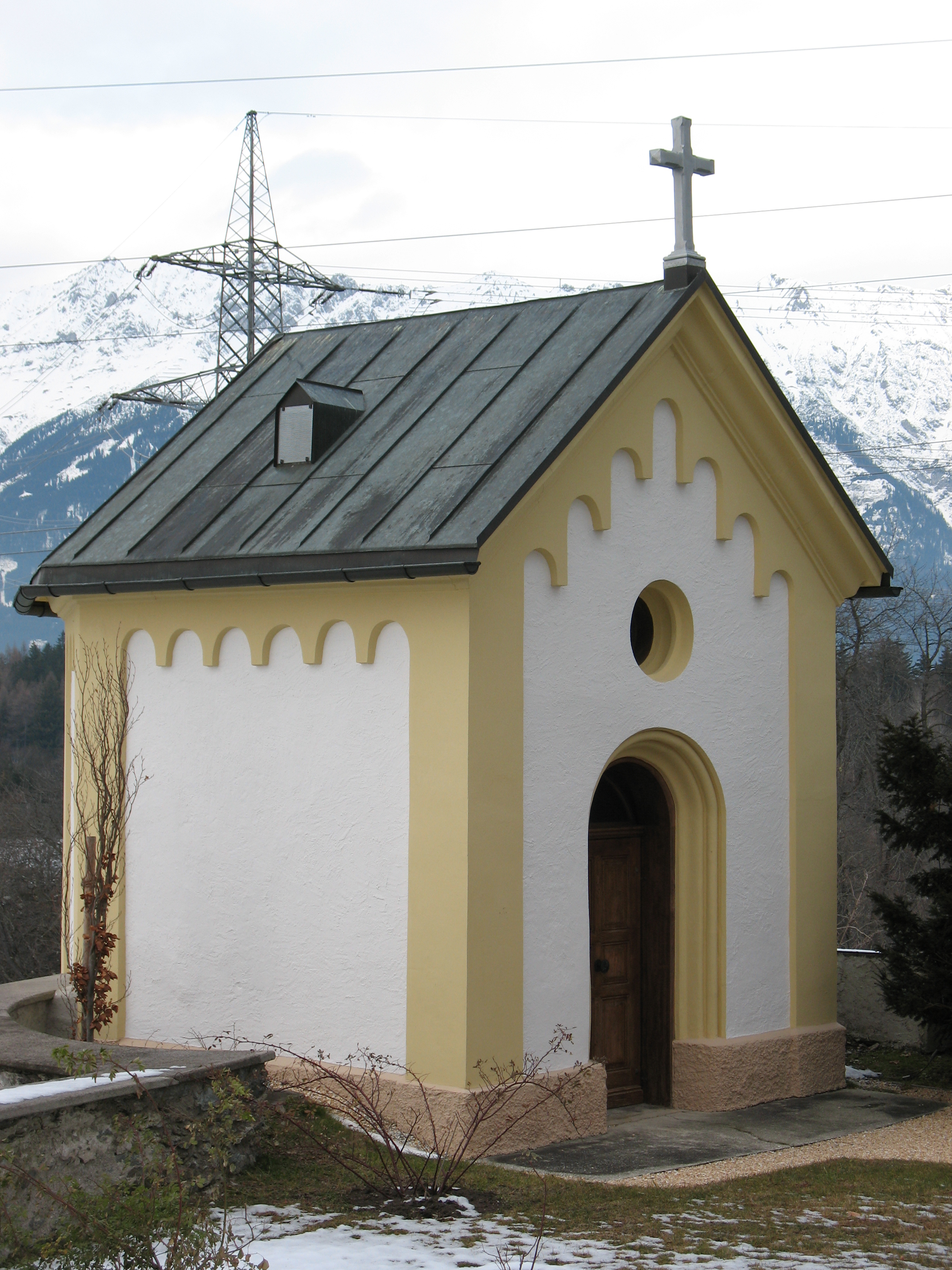
Hauskapelle der Villa Oellacher

Der Ansitz Oellacher befindet sich nördlich der Gemeinde Lans im Bezirk Innsbruck-Land von Tirol (Kralbergweg 31).
Die denkmalgeschützte Anlage wurde 1845 von Guido Oellacher, Inhaber der Anna-Apotheke in Innsbruck, als erstes Landhaus von Lans errichtet. Die Anlage besteht aus einem mit einer Natursteinmauer eingefriedeten Grundstück mit der Villa Oellacher, einer Hauskapelle und einem 1884 datierten marmornen Erinnerungsbrunnen. Für das Grundstück der Oellacher-Villa wurde bewusst die Form eines Cellokastens gewählt, da der Bauherr Guido Oellacher ein begeisterter Cellist war. Mit Ausnahme der englischen Parkanlage, die im 19. Jahrhundert noch vorhanden war, hat sich das Erscheinungsbild des Ansitzes bis heute nicht verändert.
Die Villa ist ein typisches Beispiel der klassizierenden spätbiedermeierlichen Bauweise und auch Zeugnis spätbiedermeierlicher Wohnkultur. Sie weist eine symmetrische Fassadengestaltung mit einer rustizierenden Sockelzone und motivischen Details (Pilastergliederung) auf und erinnert damit an italienische Renaissanceansitze. Die sich im Hausinneren befindliche Zirbelstube wurde 1910 bei der Weltausstellung in Brüssel präsentiert. Die Stubentäfelung und die Felderdecke weisen eine polychrome Bemalung auf und stammen aus der Zeit um 1845. Bemerkenswert ist der als Hinterlader vom Flur aus beschickte Tonnenofen mit eingesetzten grünen Topfkacheln auf der Stirnseite und einer umlaufenden Ofenbank. Die Kapelle ist im Stil der Neuromanik errichtet, der Marmorbrunnen stammt von 1884 und erinnert an den Stammvater des Innsbrucker Familienzweiges der Oellacher.